# Thomas Dickson (Leichtathlet)
Thomas Dickson (* 8. Juli 1974) ist ein ehemaliger vincentischer Leichtathlet, der sich auf den 400-Meter-Lauf spezialisiert hatte.
Bei den Olympischen Sommerspielen 1996 nahm er an der 4-mal-400-Meter-Staffel teil. Das Team bestand aus Eswort Coombs, Dickson, Eversley Linley und Erasto Sampson. Sie errangen einen nationalen Rekord mit 3:06,52 min. Dicksons persönliche Bestzeit auf 400 Meter ist 46,94 s (1998).